# Kantata o kawie
Kantata o kawie (Schweigt stille, plaudert nicht, pot. Kaffeekantate) BWV 211 – świecka kantata Johanna Sebastiana Bacha skomponowana pomiędzy 1732 a 1734 rokiem do libretta Christiana Friedricha Henriciego.